# Gralingen
Gralingen (luxembourgeois : Grooljen) est une section de la commune luxembourgeoise de Putscheid située dans le canton de Vianden.